# Sång till polstjärnan
Sång till polstjärnan är en novellsamling av Stina Aronson från 1948. Boken utkom i tre upplagor under 1948-49. 1984 utkom den i ny upplaga och 1986 som talbok. Flera av novellerna i Sång till polstjärnan återfinns även i novellsamlingen Den röda gåvan och andra noveller (1967).